# Стрибки у воду на Чемпіонаті Європи з водних видів спорту 2022 — трамплін, 3 метри (жінки)
Змагання зі стрибків у воду з триметрового трампліна серед жінок на Чемпіонаті Європи з водних видів спорту 2022 відбулись 19 серпня.

## Результати[2]The final was held at 16:45.[3]
| Місце | Спортсменка           | Країна          | Попередні змагання | Попередні змагання | Фінал           | Фінал           |
| Місце | Спортсменка           | Країна          | Бали               | Місце              | Бали            | Місце           |
| ----- | --------------------- | --------------- | ------------------ | ------------------ | --------------- | --------------- |
| 1     | К'яра Пеллакані       | Італія          | 294.50             | 1                  | 318.75          | 1               |
| 2     | Мішель Гаймберг       | Швейцарія       | 294.40             | 2                  | 301.80          | 2               |
| 3     | Ясмін Гарпер          | Велика Британія | 273.25             | 4                  | 296.20          | 3               |
| 4     | Тіна Пунцель          | Німеччина       | 260.10             | 7                  | 277.65          | 4               |
| 5     | Клер Кріан            | Ірландія        | 261.40             | 6                  | 268.35          | 5               |
| 6     | Емілія Нільссон       | Швеція          | 281.90             | 3                  | 266.25          | 6               |
| 7     | Лорен Галласелька     | Фінляндія       | 255.35             | 8                  | 265.70          | 7               |
| 8     | Грейс Рід             | Велика Британія | 253.15             | 9                  | 259.80          | 8               |
| 9     | Вікторія Кесарь       | Україна         | 251.75             | 10                 | 256.55          | 9               |
| 10    | Еліза Піцціні         | Італія          | 262.80             | 5                  | 243.85          | 10              |
| 11    | Гелле Туксен          | Данія           | 235.10             | 12                 | 243.55          | 11              |
| 12    | Лена Гентшель         | Німеччина       | 249.35             | 11                 | 233.95          | 12              |
| 13    | Естілла Мосена        | Угорщина        | 232.75             | 13                 | Did not advance | Did not advance |
| 14    | Дафне Вілс            | Нідерланди      | 232.10             | 14                 | Did not advance | Did not advance |
| 15    | Ганна Арнаутова       | Україна         | 230.90             | 15                 | Did not advance | Did not advance |
| 16    | Маделін Кокез         | Швейцарія       | 229.65             | 16                 | Did not advance | Did not advance |
| 17    | Кая Скжек             | Польща          | 225.60             | 17                 | Did not advance | Did not advance |
| 18    | Емма Ґульстранд       | Швеція          | 210.45             | 18                 | Did not advance | Did not advance |
| 19    | Росіо Велазкес        | Іспанія         | 210.15             | 19                 | Did not advance | Did not advance |
| 20    | Валерія Антоліно      | Іспанія         | 199.05             | 20                 | Did not advance | Did not advance |
| 21    | Лаура Валоре          | Данія           | 191.05             | 21                 | Did not advance | Did not advance |
| 22    | Александра Блажовська | Польща          | 186.45             |                    | Did not advance | Did not advance |
| 23    | Каролін Купка         | Норвегія        | 185.45             | 23                 | Did not advance | Did not advance |